# Abraham Farissol

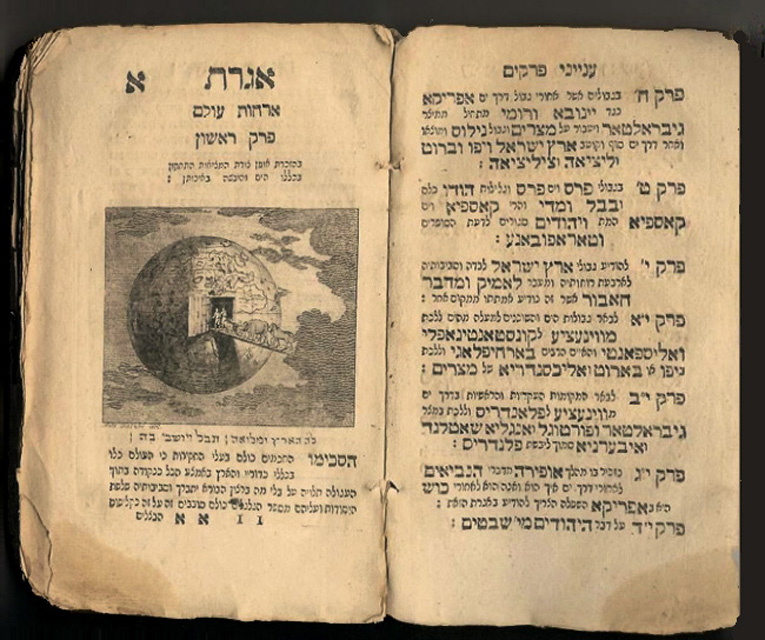
Iggeret Orhot Olam. Illustrierte Ausgabe Prag 1793

 Abraham ben Mordechai Farissol (* um 1451 in Avignon; † um 1525 in Ferrara) war ein italienisch-jüdischer Gelehrter und Kopist der Renaissance provenzalischer Herkunft. Sein bekanntestes Werk, eine Abhandlung über Kosmographie und Geographie Iggeret Orhot Olam (Schreiben über die  Wege der Welt) von 1524,  erschien 1586 erstmals hebräisch im Druck in Venedig und 1691 in lateinischer Übersetzung in Oxford.

## Leben und Werk

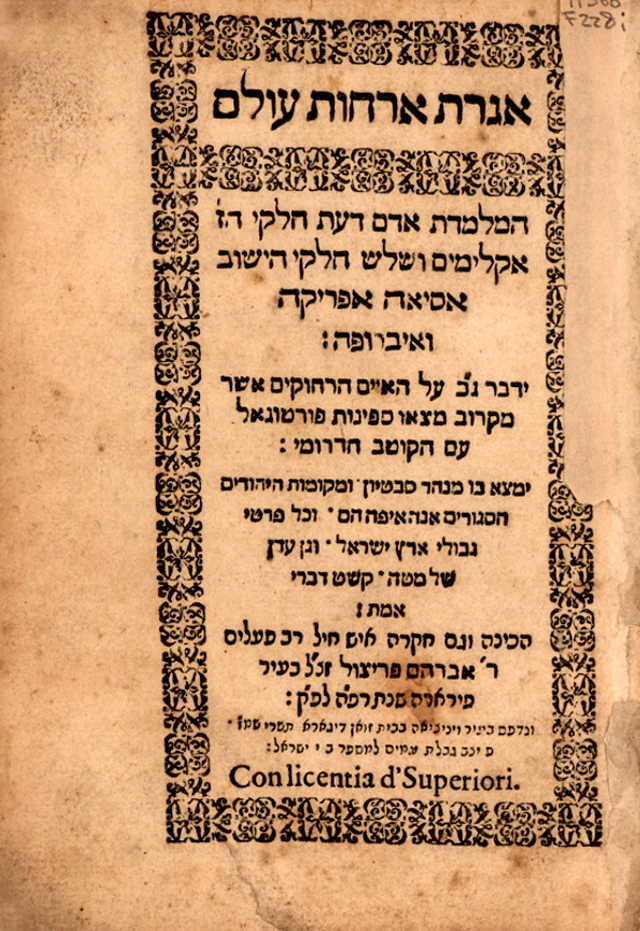
Iggeret Orhot Olam, Ausgabe Venedig 1586

Abraham Farissol wurde in Avignon geboren und wanderte in jungen Jahren aus unbekannten Gründen nach Italien aus. Er verbrachte die meiste Zeit seines Lebens in Ferrara und Mantua. Er wirkte in der jüdischen Gemeinde von Ferrara als Kantor und war bekannt als sorgfältiger Kopist von Handschriften. Die jüdische Gemeinschaft Ferraras wählte ihn als ihren Repräsentanten, als es galt, das Judentum in einer Disputation mit Dominikanern und Minoriten vor dem Herzog von Ferrara zu vertreten.

### Magen Abraham
Diese Erfahrung beeinflusste Farissols als Handschrift erhaltenes Werk Magen Abraham (Schild Abrahams) von 1514, das der Verteidigung des Judentums in Streitgesprächen dienen sollte. Die polemische Schrift, die zum Teil auf älteren Schriften beruht, ist in ein Kapitel zum Christentum und eines zum Islam unterteilt. Aus dem Buch geht hervor, dass Farissol sowohl zu jüdisch-christlichen Kreisen unter Juden portugiesischer und spanischer Herkunft, wie auch zu judaisierenden und antiklerikalen Christen Kontakt hatte.
Den Reformator Martin Luther sah Farissol als möglichen Kryprojuden an.
Bekannt ist Farissols Erklärung und Verteidigung der Geldleihe gegen Zins, in der er argumentiert, dass es in der Gesellschaft des 16. Jahrhunderts keinen Unterschied geben kann zwischen Einkommen aus Geldgeschäften und anderen Geschäften.

### Kommentare
Farissol verfasste einen kurzen Kommentare zur Torah, Pirhei Schoschanim, einen Kommentar zu Ekklesiastes, die beide als Manuskripte erhalten sind, sowie einen Kommentar zum Buch Hiob, der in der Bomberg Bibel von 1517 abgedruckt war.

### Iggeret Orhot Olam

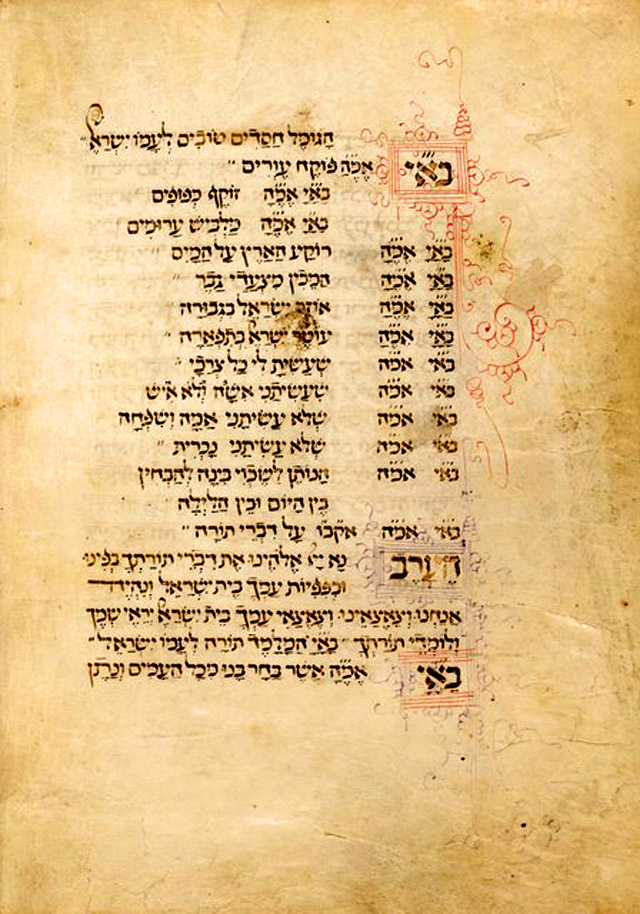
Gebetbuch für eine Frau, 1471

Das bedeutendste und bekannteste Werk von Farissol ist Iggeret Orhot Olam (Traktat über die Wege der Welt). Das Buch, 1524 erstmals in Ferrara und 1586 in Venedig im Druck erschienen, erlebte mehrere Auflagen und wurde 1691 ins Lateinische übersetzt. Es gilt als erstes hebräisches Geographiewerk und war sehr populär. In dreißig Kapitel behandelte es verschiedene Länder und deren jüdische Besiedlung, das 14. Kapitel handelt von den zehn verlorenen Stämmen Israels, deren Nachkommen er in den B’nei Israel in Indien vermutet. Aus der Einleitung zu diesem Kapitel geht hervor, dass die Untersuchung im Zusammenhang mit dem Auftauchen des Messiasprätendent David Reuveni in Italien im Jahr 1523 steht, dessen Ausführungen von Farissol teilweise wiedergegeben werden. Farissol beschrieb auch die neu entdeckten Reisewege nach Afrika, Spanien und Amerika und, erstmals in einem hebräischen Buch, das neuentdeckte Amerika mit einer Karte.

### Gebetbuch von 1471
Das Gebetbuch nach dem italienischen Ritus von 1471 wurde von Farissol als Auftragswerk für die Braut eines unbekannten Auftraggebers kopiert. Besondere Aufmerksamkeit erhielt in jüngster Zeit ein Segensspruch im Morgengebet, in dem Gott dafür gedankt wird, dass er „mich als Frau, nicht als Mann erschaffen hat.“ Der Segensspruch in den heute gebräuchlichen Gebetbüchern, die im orthodoxen Judentum verwendet werden, lautet: Ich danke Gott, dass er mich als Mann und nicht als Frau erschaffen hat, was von vielen als frauenfeindlich erachtet wird. Frauen danken Gott stattdessen dafür, dass er sie nach seinem Willen erschaffen hat. Die egalitäre Formulierung für Frauen wie sie das Gebetbuch von Farissol festhält, ist im zeitgenössischen orthodoxen Judentum unbekannt.

## Weblinks

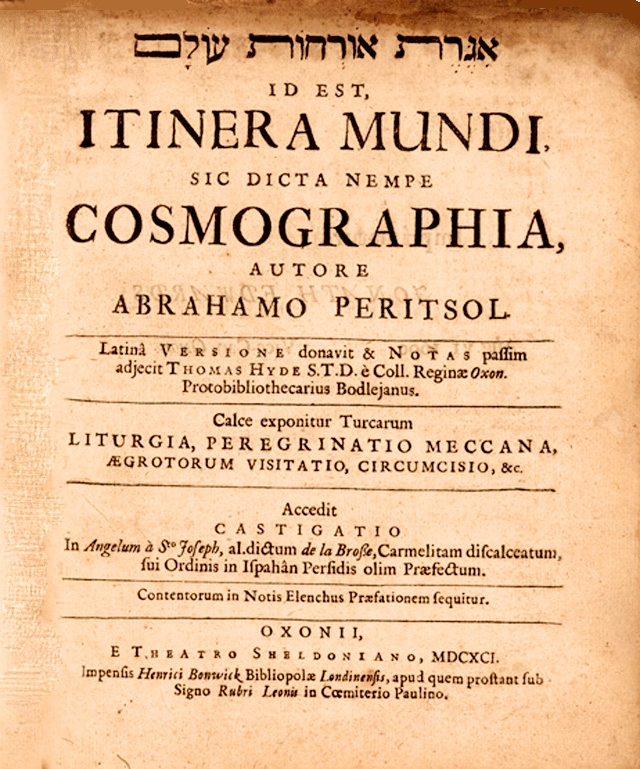
Itinera mundi, Ausgabe Oxford 1691